# Mendonça Martins
Manuel Joaquim de Mendonça Martins, mais conhecido como Mendonça Martins (Rio de Janeiro, 19 de fevereiro de 1885 — ?) foi um advogado, agricultor e político brasileiro.
Foi senador pelo Estado de Alagoas de 1921 a 1930, além de deputado federal de 1915 a 1920 e deputado estadual de 1913 a 1914.